# Fremantle (bedrijf)
Fremantle (tot voor 2018 FremantleMedia geheten) is een Brits concern van de RTL Group met televisieproductiebedrijven. Het internationaal opererende concern is eigenaar van 29 productiehuizen die programma's aan televisieomroepen leveren. Fremantle is Europa's grootste tv-, radio- en productiebedrijf. Het concern maakt 260 verschillende programma's in 39 landen in uiteenlopende genres. Daarnaast is het een grote speler op het gebied van acquisitie en formatbeheer. Het hoofdkwartier van het bedrijf is gevestigd in Londen.
Dochterondernemingen zijn onder meer het Duitse Universum Film AG, het Australische Reg Grundy Productions, de Engelse organisaties Thames Television en Euston Films, en het Amerikaanse Goodson-Todman Productions.

## Geschiedenis
In 2000 fuseerden CLT-UFA en Pearson Television tot de RTL Group. In 2001, het jaar waarin het mediabedrijf Bertelsmann de grootste aandeelhouder werd van de RTL Group, werd Pearson Television omgedoopt tot FremantleMedia. In 2018 werd de naam gewijzigd in Fremantle.

### Fremantle Netherlands
Onder Fremantle Netherlands vallen de producenten Blue Circle, No Pictures Please en Fiction Valley. De eerste twee richten zich op televisie en internet en de derde is een productiebedrijf van drama. Blue Circle is een 100% dochter van Fremantle.

## Programma's
Programma's van FremantleMedia zijn onder andere Idols en Prijzenslag.